# Osutki polekowe
Osutki polekowe – zmiany skórne będące niepożądanym skutkiem ubocznym stosowania niektórych leków. Mogą wystąpić niezależnie od tego, na co i w jaki sposób (zewnętrznie czy wewnętrznie) użyty był lek. 
Zmiany polekowe nie mają zazwyczaj cech charakterystycznych dla poszczególnych specyfików. Często różne leki dają takie same objawy. Niektóre ze zmian nasuwają od razu podejrzenie związku z lekami:
- rumień trwały – barbiturany, fenacetyna, salicylany, środki antykoncepcyjne, fenylobutazon, sulfonamidy, metronidazol
- rumień wielopostaciowy – sulfonamidy, penicylina i pochodne, barbiturany, fenotiazyna, furosemid
- toksyczna nekroliza naskórka
- rumień guzowaty – sulfonamidy, penicylina, tetracyklina
- zmiany krwotoczne – tiazydy, sole złota, sulfonamidy, allopurynol, niesteroidowe leki przeciwzapalne, penicylina i pochodne.

Pozostałe zmiany mogą jedynie sugerować związek z lekami (są charakterystyczne dla rozmaitych chorób skóry):
- zmiany pokrzywkowe i obrzękowe – penicylina, kwas acetylosalicylowy, barbiturany
- zmiany wypryskowe
- zmiany przypominające liszaj płaski – sole złota, leki przeciwmalaryczne, tiazydy, fenotiazyna, furosemid, propranolol
- zmiany fotoalergiczne i fototoksyczne – gryzeofulwina, fenotiazyna, tiazydy, sulfonamidy, niesteroidowe leki przeciwzapalne, tetracyklina, amiodaron
- zmiany pęcherzykowe i pęcherzowe – gryzeofulwina, tiazydy, niesteroidowe leki przeciwzapalne, barbiturany, furosemid, sulfonamidy
- zmiany krostkowe – karbamazepina, chloramfenikol, furosemid, fenytoina
- zmiany trądzikowe – kortykosteroidy, doustne środki antykoncepcyjne, izoniazyd, lit, haloperydol
- łysienie – chemioterapeutyki, leki przeciwzakrzepowe, retinoidy, piroksykam, metylofenidat
- zmiany paznokciowe – fluorouracyl, leki przeciwmalaryczne, sole srebra, sole złota, azydotymidyna.

Niektóre leki wywołują bardzo charakterystyczne zmiany, specyficzne dla danego związku:
- wykwity pęcherzowe, pęcherzowo-ropne i bujające – jod i brom
- zmiany rumieniowo-krwotoczne i płonicowate – ampicylina.

Leki wywołujące choroby autoimmunologiczne to między innymi:
- pęcherzyca zwykła i liściasta – penicylamina, kaptopryl, fenylobutazon, piroksykam
- pemfigoid – furosemid, ibuprofen, penicylamina, sulfasalazyna, leki przeciwświerzbowe
- linijna dermatoza pęcherzowa IgA – wankomycyna, ryfampicyna, fenytoina, kaptopryl
- pęcherzowe oddzielanie się naskórka – sulfonamidy, sulfasalazyna, penicylamina, furosemid
- toczeń rumieniowaty – hydralazyna, hydantoina, izoniazyd, streptomycyna.

## Rozpoznanie
Rozpoznanie opiera się na wywiadzie w kierunku przyjmowania leków oraz ustąpieniu zmian po ich odstawieniu. Inne pomocne badania to:
- test ekspozycji
- testy śródskórne oraz skaryfikacyjne
- test radioalergosorpcji
- odczyny naskórkowe.

Przeczytaj ostrzeżenie dotyczące informacji medycznych i pokrewnych zamieszczonych w Wikipedii.